# Чикагский блюз
Чикаго-блюз (англ. Chicago blues) — разновидность блюза, которая зародилась в Чикаго. Характерными инструментами считаются электрогитара, ударные инструменты, пианино, бас-гитара, губная гармоника и иногда саксофон. Стиль начал формироваться в США в первой четверти двадцатого столетия, когда чернокожие американцы стали переселяться с юга в крупные города на севере страны. Одним из таких городов был Чикаго.

## История
Чикаго-блюз в значительной степени опирается на дельта-блюз, потому что многие исполнители мигрировали из Миссисипи. Хаулин Вулф, Мадди Уотерс, Вилли Диксон и Джимми Рид родились в штате Миссисипи и переехали в Чикаго, в ходе Великой миграции. Такие исполнители, как J. T. Brown, игравший в группе Элмора Джеймса, или J. B. Lenoir, в дополнение к типичным инструментам добавляли также саксофон, в основном в качестве вспомогательного инструмента. Little Walter, Sonny Boy Williamson (Rice Miller) и Big Walter Horton были среди самых известных исполнителей на гармонике раннего Чикагского блюза, а звучание электрических инструментов и гармоники часто рассматривается как основная характеристика электрического Чикагского блюза
Мадди Уотерс и Элмор Джеймс были известны инновационным использованием слайд-гитары. Howlin' Wolf и Muddy Waters обладали глубокими «хриплыми» голосами. Басист и композитор Willie Dixon сыграл важную роль на сцене Чикаго-блюза. Он сочинил множество «блюзовых стандартов», в их числе «Hoochie Coochie Man», «I Just Want to Make Love to You», «Wang Dang Doodle», «Spoonful» и «Back Door Man».

### Вест-сайд-блюз
В конце 1950-х в Чикаго возник так называемый вест-сайд-блюз (англ. West Side — Западная Сторона) во главе с Magic Sam, Jimmy Dawkins, Magic Slim и Otis Rush. Вест-сайдские клубы были более доступны для белой аудитории, однако исполнители были в основном афроамериканцами. Вест-сайд-блюз включал элементы блюз-рока, но с большим акцентом на «стандарты» и традиционный блюз. Albert King, Buddy Guy и Luther Allison исполняли вест-сайд-блюз с доминированием усиленной электрогитары.